# Bad Acid Trip
Bad Acid Trip je američki metal/rock sastav iz Glendalea. 

## Povijest sastava
Sastav je osnovan 1989. godine. Svoj prvi studijski album For the Weird by the Weird objavili su 1999. Trenutačno imaju ugovor sa Serjical Strikeom, izdavačkom kućom Serja Tankiana, članom sastava System of a Down. Njihov idući album Lynch the Weirdo, objavljen 2004., producirao je Daron Malakian, također član System of a Downa. Godine 2006. nastupali su na Ozzfestu, a trenutačno rade na novom studijskom albumu.

## Članovi sastava

### Trenutačna postava
- Dirk Rogers — vokal
- Keith Aazami — gitara, vokal
- Caleb Schnider — bas-gitara, vokal
- Jose Perez — bubnjevi

### Bivši članovi
- James Garren — bubnjevi
- Chris Mackie — bas-gitara
- Carlos Neri — bubnjevi
- Mike Thrashead — bubnjevi
- Joe Whitehouse — gitara
- Phil from Sepsism — bubnjevi

## Diskografija

### Studijski albumi
- For the Weird by the Weird (1999.)
- Lynch the Weirdo (2004.)
- Humanly Possible (2011.)
- Worship of Fear (2015.)

## Vanjske poveznice
- Službena stranica